# Myxobolus girellae
Myxobolus girellae is een microscopische parasiet uit de familie Myxobolidae. Myxobolus girellae werd in 1994 beschreven door Lom & Dyková. 